# تي إن تي (قناة تلفزيونية)
تي إين تي (ТНТ) هي قناة تلفزيونية روسية، مملوكة لشركة غازبروم ميديا. في الوقت الحاضر هي واحدة من القنوات الترفيهية الأكثر شعبية في روسيا. تبث على مدار 24 ساعة يوميًا خلال سبعة أيام في الأسبوع.

## التاريخ
تم تأسيس ТНТ في سبتمبر عام 1998 وفي البداية كانت مملوكةً لشركة "Медиа мост" الروسية. بدأ البث للقناة في يوم 1 يناير عام 1998.

## التسمية
اسم ТНТ يعني «تلفازك الجديد» (بالروسية: Твое Новое Телевидение).

## مسلسلات وبرامج على قناة ТНТ
- إنتيرني
- ألجامعة
- سعداء معا
- Реальные пацаны
- ناشا راشا
- زايتسيف+1
- Деффчонки
- Comedy club
- مباريات المستبصرين
- Comedy Woman
- Дом-2
- كوميدي باتل

أخرى

## وصلات خارجية
- الموقع الرسمي